# Tatxo Benet
Josep Maria Benet Ferran (Lérida, 14 de junio de 1957), más conocido como Tatxo Benet, es un periodista, empresario y coleccionista español de arte contemporáneo.

## Trayectoria
Estudió Derecho (Universidad de Barcelona- Estudio General de Lérida) y Ciencias de la Información (Universidad Autónoma de Barcelona), pero no se graduó en ninguna de las dos carreras. Los estudios universitarios los compaginaba con sus primeros trabajos como periodista. Tiene cuatro hijos.

### Periodista
Empezó su carrera profesional en el año 1975 en el Diario de Lérida como redactor de información local y deportes. En diciembre de 1976 se trasladó a Barcelona y participó en el lanzamiento del periódico Catalunya Express como colaborador en la sección de deportes. En junio de 1977 volvió a Lérida y se incorporó como corresponsal en el diario El País y a partir de noviembre de 1978 como delegado de El Periódico de Catalunya.
En septiembre de 1980 se trasladó definitivamente a Barcelona para trabajar en la redacción de El Periódico como redactor de Las Cosas de la Vida, y fue nombrado jefe de sección en 1982. En septiembre de 1983 entra a formar parte del equipo fundacional de TV3-Televisió de Catalunya con el cargo de jefe de la sección de Catalunya en el departamento de informativos. Allí coincide con Jaume Roures y Gerard Romy. En enero de 1984, en las emisiones regulares de TV3, pasa a ocupar el cargo de Jefe de Asignaciones de Informativos. Desde ese momento y durante quince años, hasta el año 1997, Tatxo Benet hace varios trabajos y ocupa varios cargos dentro de la “Televisió de Catalunya.”
Fue conductor y director del espacio De Vacances, dentro de los informativos, conductor del desaparecido Telenotícies Nit, informativos que en aquella época las televisiones emitían por la media noche y director y presentador del programa Tothom per tothom.
En junio de 1987 es nombrado jefe del Departamento de Deportes, cargo en el que estuvo casi diez años, hasta septiembre de 1996. Durante los años que fue jefe, y juntamente con Jaume Roures, TV3 adquirió y emitió en exclusiva por Cataluña los derechos de la Primera División de España y de la Copa del Rey, de la Liga de Campeones de la UEFA, de los torneos de tenis de Wimbledon y el Abierto de Estados Unidos, de los cuatro Grand Slam de golf: British Open, US Open, Augusta Masters y Campeonato de la PGA, así como otras muchas competiciones españolas e internacionales de primer nivel. 
En esos años, se modernizaron los contenidos de los programas de deportes, así como la forma de trabajar las imágenes de los diferentes deportes. El Canal 33 se convirtió en un canal de deportes, por la calidad y volumen de transmisiones y programas deportivos que se hacían, sobre todo los fines de semana. Durante los Juegos Olímpicos de Barcelona 1992 fue director y máximo responsable del Canal Olímpico que emitía los juegos en catalán durante 24 horas al día. Con la creación de FORTA, la Federación de Organismos de Radio y Televisión Autonómicos, que agrupa a todas las televisiones autonómicas de España, Tatxo Benet fue nombrado coordinador y responsable del área de los deportes.

### Directivo
En enero de 1997 se traslada a Madrid y es nombrado director general de Audiovisual Sports, empresa que con la participación de Sogecable (40%), Antonio Asensio (40%) y Televisió de Catalunya (20%) tenía que explotar los derechos audiovisuales de la Liga Española de Fútbol. El verano de 1997, Antonio Asensio vende su participación de Audiovisual Sport a Telefónica, que acababa de lanzar su plataforma Vía Digital. Esta operación provoca el bloqueo de la compañía. 

### Empresario
Frente esta situación, en septiembre de 1997, Tatxo Benet dimite de su cargo y vuelve a Barcelona. Ya en la capital catalana, Tatxo crea su propia empresa de producción y distribución de derechos, empresa que en el año 2000 fusiona con Mediapro, creada unos años antes por Jaume Roures y Gerard Romy.
Desde abril de 1998 hasta junio de 2010, Tatxo Benet, fue el máximo accionista de la Unión Deportiva de Lérida. En diciembre de 2009 entró en la compañía de Spanair como miembro del consejo de administración. Actualmente comparte con Jaume Roures la gestión del Grupo Mediapro, grupo audiovisual presente en 36 países y un equipo de profesionales de más de 6.700 personas y una facturación de 1.967me el 2018.

### Colección de Arte Contemporáneo y mecenazgo
En febrero de 2018 comenzó su colección de arte contemporáneo bautizada bajo el nombre de Censored con más de setenta piezas censuradas a lo largo de la historia del arte que cuenta con obras de Abel Azcona, Ai Weiwei, Pablo Picasso, Francisco de Goya, Robert Mapplethorpe o Andres Serrano.
Poco antes de que fuera retirada de Arco, Tatxo Benet adquiere la obra Presos Políticos en la España Contemporánea de Santiago Sierra. Benet cedió la primera obra de su colección al Museo de Lérida, donde meses antes salieron las obras del Monasterio de Sixena, donde fue expuesta durante meses. La obra además fue cedida a más de treinta ciudades de España y a varios países europeos. En el año 2019 regresa a Arco de nuevo cedida por Benet y es mostrada en el marco de la Feria Internacional de Arte Contemporáneo.
Durante el 2019 compra a Montse Úbeda, la librería Ona, librería que desde hace medio siglo está consagrada al libro en catalán y está previsto que vuelva a ofrecer sus servicios en el centro de Barcelona en abril de 2020.
En 2023 abre las puertas del Museo del Arte Prohibido en la Casa Garriga Nogués donde expone gran parte de su Colección de Arte Prohibido.